# جيرارد وليامز
جيرارد وليامز (بالإنجليزية: Gerard Williams)‏ هو لاعب كرة قدم أمريكية أمريكي، ولد في 25 مايو 1952 في أوكلاهوما سيتي في الولايات المتحدة.

## وصلات خارجية
- جيرارد وليامز على موقع مرجع كرة القدم المحترفة.كوم (الإنجليزية)